# Nowe przygody braci Mario
Nowe przygody braci Mario (ang. The Adventures of Super Mario Bros. 3, 1990) – amerykańsko-koreańsko-kanadyjski serial animowany oparty na grze Nintendo Super Mario Bros. 3. Początkowo emitowany w Stanach Zjednoczonych w godzinnym bloku z serialem Kapitan N na kanale NBC w 1990 roku.

## Postacie

### Bohaterowie
- Mario – główny bohater serialu.
- Luigi – brat Mario.
- Toad – muchomorek, jest mały.
- Księżniczka Peach – księżniczka Grzybowego Królestwa.

### Czarne charaktery
- Król Bowser Koopa – odwieczny rywal Mario.
- Koopalingowie – siódemka dzieci Bowsera, występują w tym serialu po raz pierwszy.

## Polska wersja

### Wersja VHS/DVD
W 1993 roku, Mercury Entertainment wydało wszystkie odcinki na kasetach, pod nazwą „Super Mario Brothers. Przygody braci Super Mario”.
W 2006 roku, SDT Film wydało 6 odcinków pod nazwą „Bracia Super Mario” z lektorem, którym był Marek Włodarczyk.

### Wersja telewizyjna
Serial emitowany w 1993 roku przez TVP (Program 1) pod tytułem „Super Mario Brothers” z lektorem, którym był Tomasz Knapik.
Od 1 grudnia 2012 roku nadawany na kanale KidsCo z dubbingiem, pod tytułem „Nowe przygody braci Mario”.

Wersja polska: Toya Studios
Udział wzięli:
- Mariusz Siudziński –
  - Mario Mario,
  - Luigi Mario
- Jolanta Jackowska – Księżniczka Peach
- Jan Wojciech Poradowski – Król Koopa
- Beata Olga Kowalska
- Michał Staszczak